# Ichnanthus leptophyllus
Ichnanthus leptophyllus är en gräsart som beskrevs av Johann es Christoph Christian Döll. Ichnanthus leptophyllus ingår i släktet Ichnanthus och familjen gräs. Inga underarter finns listade i Catalogue of Life.